# Президентские выборы в Колумбии (1938)
Президентские выборы в Колумбии проходили 1 мая 1938 года. Представитель Либеральной партии Эдуардо Сантос Монтехо был единственным кандидатом, т.к. Консервативная партия решила не участвовать в выборах. Эдуардо Сантос Монтехо получил все голоса избирателей и был избран президентом. Он был приведён к присяге 7 августа 1938 года.

## Результаты
| Кандидат                          | Партия                            | Голоса    | %    |
| --------------------------------- | --------------------------------- | --------- | ---- |
| Эдуардо Сантос Монтехо            | Либеральная партия                | 511 947   | 100  |
| Недействительные/пустые бюллетени | Недействительные/пустые бюллетени | 1 573     | –    |
| Всего                             | Всего                             | 513 520   | 100  |
| Действительные бюллетени/Явка     | Действительные бюллетени/Явка     | 1 700 171 | 30,2 |
| Источник: Nohlen                  |                                   |           |      |